# Fosterland (TV-program)
Fosterland är ett TV-program som sändes på Sveriges Television.
Programmet tilldelades priset Kristallen 2015 i kategorin Årets fakta- och aktualitetsprogram.

## Rättsprocessen
Programmet uppmärksammades även för att tre deltagare i produktionen åtalades för människosmuggling. SVT åtog sig tidigt att betala de åtalades rättegångskostnader. Målet togs upp i Högsta domstolen där de tre i december 2018 dömdes till villkorlig dom och dagsböter.
Allmänhetens åsikt om SVTs ekonomiska stöd gick isär. Vissa tyckte att SVT som arbetsgivare och ansvarig utgivare skulle stå bakom produktionsdeltagarna ekonomiskt och inte bara publicistiskt. Andra tyckte att det var fel att TV-avgiften eller skatten skulle användas till att finansiera rättshjälp. I februari 2019 tackade produktionsdeltagarna nej till ekonomiskt bidrag från SVT och bad istället om frivilliga donationer från allmänheten. På två dygn inkom 70 000 kronor, vilket täckte de efterfrågade kostnaderna.